# 桂平市
桂平市（邮政式拼音：Kweiping）在中华人民共和国广西壮族自治区东南部，是贵港市下辖的县级市；桂平西与贵港市区，东与贵港市平南县相邻，南北分别于玉林市和来宾市相连。太平天国不少主要將領均來自桂平。市人民政府駐西山镇大成北路192号。

## 历史
桂平历史悠久，曾长期为州府级别的地方单位驻地。秦汉时隶属桂林郡，桂林郡治据史载曾在今日桂平市区附近（但尚无实质性的考古证据可证实），后桂平分立为布山郡，桂平即布山郡治。在漫长的历史时期内桂平也曾被鬱林郡管辖。自南北朝的梁朝始建“桂平”建制。至明清时期为“浔州府”。因地处两江交汇之处，得水路便利。桂平曾是广西东部仅次于梧州的商埠，在西南商品进出广东的通道上有重要地位。在清中后期，浔（浔州，即桂平）与邕（南宁府）、梧（梧州府）、郁（鬱林直隸州）、桂（桂林府）、平（平乐府）、庆（庆远府，即今河池）等府并立，是广西重要城市之一。
明清两代浔州辖四县，桂平县，平南县，武宣县，贵县。其中浔州府治和桂平县治同城。府治和县治都在今桂平老城区县府街一带（本地人俗称“丁字街口”）。
20世纪后因交通状况的改变（公路铁路的通行和水运衰落）以及中华人民共和国成立后计划经济的施行，桂平地位随即衰落。后被玉林地区所辖。1994年5月18日经国务院批准撤县设市，为县级桂平市。后因地级贵港市的建立，为贵港市所“代管”至今。
因为行政区划的变迁，武宣县划归地级柳州市（于2002年来宾升格地级市後属来宾市），平南县独立置县（归地级贵港市管辖），贵县，即为今日地级贵港市的前身。

## 地理
位于广西中东部，珠江的两支流黔江、郁江（西江流经桂平段）在此处汇流，北回归线经过该市。
| 桂平市气象数据（1971年至2000年） | 桂平市气象数据（1971年至2000年） | 桂平市气象数据（1971年至2000年） | 桂平市气象数据（1971年至2000年） | 桂平市气象数据（1971年至2000年） | 桂平市气象数据（1971年至2000年） | 桂平市气象数据（1971年至2000年） | 桂平市气象数据（1971年至2000年） | 桂平市气象数据（1971年至2000年） | 桂平市气象数据（1971年至2000年） | 桂平市气象数据（1971年至2000年） | 桂平市气象数据（1971年至2000年） | 桂平市气象数据（1971年至2000年） | 桂平市气象数据（1971年至2000年） |
| 月份                             | 1月                              | 2月                              | 3月                              | 4月                              | 5月                              | 6月                              | 7月                              | 8月                              | 9月                              | 10月                             | 11月                             | 12月                             | 全年                             |
| -------------------------------- | -------------------------------- | -------------------------------- | -------------------------------- | -------------------------------- | -------------------------------- | -------------------------------- | -------------------------------- | -------------------------------- | -------------------------------- | -------------------------------- | -------------------------------- | -------------------------------- | -------------------------------- |
| 平均高温 °C（°F）                | 16.2 (61.2)                      | 16.8 (62.2)                      | 20.1 (68.2)                      | 25.2 (77.4)                      | 29.3 (84.7)                      | 31.6 (88.9)                      | 32.9 (91.2)                      | 32.9 (91.2)                      | 31.5 (88.7)                      | 28.2 (82.8)                      | 23.7 (74.7)                      | 19.4 (66.9)                      | 25.7 (78.2)                      |
| 平均低温 °C（°F）                | 10.0 (50.0)                      | 11.3 (52.3)                      | 14.6 (58.3)                      | 19.2 (66.6)                      | 22.7 (72.9)                      | 24.8 (76.6)                      | 25.6 (78.1)                      | 25.4 (77.7)                      | 23.9 (75.0)                      | 20.4 (68.7)                      | 15.6 (60.1)                      | 11.5 (52.7)                      | 18.8 (65.8)                      |
| 平均降雨量 mm（）                | 63.9 (2.52)                      | 84.0 (3.31)                      | 100.0 (3.94)                     | 188.7 (7.43)                     | 297.8 (11.72)                    | 255.7 (10.07)                    | 220.6 (8.69)                     | 184.0 (7.24)                     | 116.0 (4.57)                     | 78.7 (3.10)                      | 53.1 (2.09)                      | 40.1 (1.58)                      | 1,682.6 (66.26)                  |
| 平均降雨天数（≥ 0.1 mm）         | 13.6                             | 16.3                             | 18.8                             | 19.0                             | 20.4                             | 18.4                             | 17.0                             | 16.2                             | 11.0                             | 8.6                              | 6.9                              | 7.4                              | 173.6                            |
| 平均相對濕度（％）               | 79                               | 83                               | 85                               | 84                               | 83                               | 83                               | 80                               | 80                               | 77                               | 74                               | 72                               | 73                               | 79                               |
| 月均日照時數                     | 74.9                             | 49.4                             | 47.6                             | 66.5                             | 125.4                            | 155.3                            | 206.8                            | 203.4                            | 196.7                            | 177.2                            | 156.4                            | 136.1                            | 1,595.7                          |
| 可照百分比                       | 22                               | 15                               | 13                               | 18                               | 31                               | 38                               | 50                               | 51                               | 53                               | 49                               | 48                               | 41                               | 36                               |
| 来源：中国气象局                 |                                  |                                  |                                  |                                  |                                  |                                  |                                  |                                  |                                  |                                  |                                  |                                  |                                  |

## 文化
桂平市主要通行粤語邕浔片，其与粤語标准口音广州音的互通程度较高。邕浔片与广州音的主要区别在于声母l、n音的相互转换，以及广州音中ou韵母在邕浔片中转化为au。另外，由于受到推广普通话的影响，邕浔片粤语的词汇比较官话化，相当多词汇来自现代标准汉语，而非传统粤语词汇。在桂平南部的一些地区则通行粤语勾漏片。
桂平市居民普遍以邕浔片粤语交流。近年随着大批外地客商的进入，普通话的使用得到一定程度的提高。但是与相当多其他方言点相比，普通话尚未能威胁到邕浔片粤语在桂平的地位。桂平的客家人聚居地通行客家话，江口镇一带的福建移民通行闽南语泉漳片，亦有一些其他民族聚居，但由于粤语的强势影响，这些其他民族均能使用熟练流利的邕浔片粤语。
桂平民间流行粤剧和广东與香港文化制品，如电视剧、歌曲、电影。

## 行政区划
桂平市下辖21个镇、5个乡：
木乐镇、木圭镇、石咀镇、油麻镇、社坡镇、罗秀镇、麻垌镇、社步镇、下湾镇、木根镇、中沙镇、大洋镇、大湾镇、白沙镇、石龙镇、蒙圩镇、西山镇、南木镇、江口镇、金田镇、紫荆镇、马皮乡、寻旺乡、罗播乡、厚禄乡和垌心乡。

## 人口
截至2021年末，桂平市户籍总人口205.19万人，常住人口152.32万人。全年出生人口1.79万人，出生率8.94‰， 死亡率3.85‰，人口自然增长率5.09‰。根据第七次人口普查数据，截至2020年11月1日零时，桂平市常住人口1511011人。
2014年，桂平市总人口194万，其中市区人口35万。

## 交通

### 市内交通
主要由公共汽车和三轮车以及出租车、摩的组成。

### 公路
南梧二级公路经过该市，桂金二级公路（桂平市至金田镇），武宣-金田-平南二级公路，桂玉二级公路。
已建好贵梧高速路及来宾至桂平高速路。荔浦至玉林高速路在建中。
- 呼北高速、 梧硕高速、 358国道过境。

### 航运
桂平市位于三江（郁江、黔江、浔江）交汇处，水运方便，有一个航运枢纽中心。境内也有贵港桂平机场。

### 鐵路
境内有南广铁路，有桂平站，可通达南宁，广州，梧州，北海等地。

## 经济
2011年完成地区生产总值201.78亿元增长8%，三次产业由上年的21.7：49.6：28.7调整为21.1：52.6：26.3；规模以上工业总产值206亿元，增长29%；全社会固定资产投资136亿元，增长20%；财政收入8.82亿元，其中税收收入7.4亿元、增长23%。
2013年，该市实现生产总值247.78亿元，规模以上工业总产值279.69亿元，全社会固定资产投资135.39亿元，分别比上年增长10.6%、21%、21.7%。该市经济呈现稳步开局的良好态势。
2015年，该市实现生产总值285亿元。

## 旅游
桂平市著名的旅游景点有桂平西山、白石洞天、大藤峡、龙潭国家森林公园、太平天国洪秀全金田起义旧址、北回归线标志性公园、桂平东塔、天南福地罗从岩、中山公园等。
- 桂平西山：桂平西山，又名思灵山，因位在桂平城西1公里得名。西山古称“南天第一秀山”，以“林秀、石奇、泉甘、茶香、佛灵”而著称，素有“桂林山水甲天下，桂平西山秀南天”，“浔城半边山”即指西山。
- 白石洞天：白石山在桂平城区东南35公里，麻垌镇西北8公里处。白石山海拔650米，道书称“白石洞天”，在中国三十六洞天中名列第二十一。
- 大藤峡：大藤峡位于桂平市境内的黔江下游，距市区约8公里，有广西小三峡之称。
- 龙潭国家森林公园：龙潭国家森林公园位于桂平市西北面的大平山动植物自然保护区内和金田林场内，距市区约23公里，是桂东南唯一保存较为完整的亚热带季风常绿阔叶林区，被誉为动植物王国孑遗植物宝库和广西小西双版纳。
- 太平天国洪秀全金田起义旧址：太平天国金田起义旧址位于桂平市以北27公里的金田镇金田村西侧的犀牛岭，是1851年1月11日爆发的太平天国起事所在地。
- 北回归线标志性公园：公园内有彩色喷泉和天文科学知识展览馆，是人们直观了解自然的科普教育基地。是广西第一座北回归线标志塔，是全球9个北回归线标志中唯一有强回音的标志塔。
- 桂平东塔：东塔又名鹿峰塔、德星塔，位于鹿峰山顶。宋治平年间，进士孙颀为桂阳监使时始建，后倾覆。明嘉靖十年（1531年）复建，万历元年（1573年）竣工。塔为砖石结构，七级八面，高30.18米，第一层直径11米多，塔身中空，有阶梯可绕行至顶层。每层每面有券门或假券门，层与层之间飞出短檐，转角处嵌有石枋，似檐之翘角，每一翘角上吊一铜钟，微风吹拂，钟摇铃响，叮叮悦耳。塔顶有铸铁相轮及宝瓶。如今，与鹿峰寺、鹿峰晚照、拙翁岩、欧阳海塑像等景点合为东塔公园。在桂平市区东4公里、浔江岸边，隔江与宾山寺相对峙。明万历年间(1573一1620)知县刘万安建，成二级而卒。崇帧年间(1628-1644)御史李仲熊、知府葛元正增建成9级。
- 天南福地罗从岩：罗丛岩成为风景名胜，始于宋代皇祐年间（1049年至1054年）。那时，程颐、程颢自洛阳至龚州（今平南县）省父，随同他们的老师周敦颐一道“遍游浔郡诸名胜”，曾经在这里筑室为居，读书讲学。后人在他们的旧居遗址建周程三夫子祠，今祠已不在，但用大块石灰石垒砌的墙基犹存。明崇祯十年（1637年），徐霞客曾专程前来游览考察罗丛岩，并在他的《粤西游记》中有所记述。
- 中山公园：位于广西桂平市市区，原属明代京官马文祥私人花园，旧称马家园，后又称芥园、浔州公园，1936年辟为中山公园，迄今已有600多年历史。园内浓荫覆盖，古榕婆娑，花径回环，绿草如茵，桥影碧波，亭台错落有致，环境整洁幽雅，有各种大小乔、灌木约4万株，其中百年以上的古榕有40多株，珍稀名贵树有桂花、玉兰、银杏、水杉等，建有水上世界、游泳池，南门有美食茶廓、溜冰场、假山、喷泉、金鱼池等，还有童车、小火车、升降机、碰碰车、漂流船、游船、逸逸马等娱乐设施。
- 大成国王府遗址：大成国王府遗址位于现桂平市西山镇中心小学内，是清咸丰年间，金田起义北上以后，由陈开、陈文茂领导的大成军建立的农民政权机构所在地遗址。原有正殿，正面向东有长100米、宽2米的通道，通道上分级设文武百官朝拜台，并有石级云梯和府门左右安放两大石狮等。除府城修筑加固外，还在黔、郁两江岸边修筑炮台，安置数门大型铁炮，江上停泊数百艘战船。还改旧城隍庙石柱对联为“都因有庙司阴阳之变理赫濯声灵，城复于隍鉴善恶以分明昭彰报应”。这些铁炮和对联等文物一直保留到1958年大炼钢铁和1966年“文化大革命”时先后被毁。
- 大平山自然保护区：位于广西自治区桂平市西北部大藤峡腹地，距桂平城约35公里。总面积1806.7公顷，是桂东南亚热带自然季雨林区和山水风光相结合的旅游区。保护区主峰海拔150米。山体陡峻，沟壑纵横，树高林密，光照充足，雨量充沛，气候湿润，大平山年代古老，地理结构奇特，大自然鬼斧神工造就了幽深的暗河和奇特的丹霞地貌。动植物品种很多，动物有200多种，属国家重点保护的野生动物有鳄蜥、苏门羚、猕猴、林麝等十多种。山中古木浓荫蔽日。有茂密杂林约13500亩，有植物1015种，属广西少有的南亚热季风常绿阔叶林。
- 桂山钟楼：黄浦军校旧址桂山钟楼，是一栋五层楼的哥特式和罗马组合柱式建筑。史载，桂山钟楼始建于上个世纪30年代，现位于桂平市西山镇桂山村乳泉酒厂内，坐西北向东南，占地101平方米，高近20米。黄埔军校第四分校于1938年迁到广西桂平，编为“中央陆军军官学校第四分校第十四期七总队”，总队长为白兆琮，副总队长为萧昌运、欧阳杰。第十四期有学生1400人，编为两个学生营，分驻在校内、城中及西山脚下的村庄。1938年9月下旬，军校宿舍被日军飞机炸毁，钟楼左侧两层也被炸毁了，仅留下中间和右侧部分，保留至今。2018年，钟楼开始进行修复工作。

## 教育

### 小学
- 桂平市中心小学：桂平市历史最悠久，师资力量和教学器材最雄厚的一所小学，校史超过百年。因历史上桂平人口稀少，故中心小学在建校后很长时间内承担了桂平城区初等教育的重任。甚至有不少居民父子两代都是同一个教师任课的故事。校址在桂平市县府街的一个小山岗上。浔州高中和第一中学在历史上也曾占用过此地。
- 桂平市城西小学：历史仅次于中心小学，校址在桂南路中段。因地处现在桂平市的中心区，故校址十分狭窄。 城西小学和当地驻军合作办有一个“少年军校”的项目，以锻炼学生。
- 桂平市厢东小学: 位于厢东村，以前桂平城墙东门口，规模较小。
- 桂平市逸夫实验小学：为港商劭逸夫捐资所建。位于贵桂路中段。
- 桂平市光明小学：位于光明西路，2017年创建

### 中学
- 桂平市浔州高中：桂平市历史最悠久的中學，創辦於1904年。桂平市民间普遍认为是师资力量和教学质量最雄厚的一所高级中学。以高中部为主，开设有附属初中班。浔州高中也是桂平历史上第一所“西学”，建立于清末。民国时为广西省立第八中学，文革前为广西省重点中学，但文革后降级为县重点中学。2003年被升級為「廣西壯族自治區示範性普通高中」。
- 桂平一中：桂平历史比较悠久的一所中学，創辦於1905年，中华人民共和国建国后开设有初中部和高中部，改革开放后初中部逐步停止招生，当前已成为完全高中，与浔州高中（前身浔郡中学堂)成立时间相近，加之诸多历史变迁，其校史早期部分和浔州高中重叠。
- 桂平市浔州初级中学：原名桂平市第二中学，创建于1980年代，是一所初级中学，未开设高中部，因校址紧靠地处郁江防洪堤，故常在汛期被水淹没部分校区。桂平二中和桂平市国家安全局合作，是“国家安全教育试点中学”。
- 桂平三中：创建于1890年代的一所中学，原来设初中部和高中部，2009年后只保留高中部。
- 桂平四中：创建于1990年代中后期的高中。
- 桂平五中：创建于2017年的高中。

### 中专
- 桂平第一中等职业技术学校

### 社会办学
- 历山中学：桂平市内较著名的一所社会力量办学的私立中学，校址就在桂平二中隔壁。

## 军事
- 明末侯大苟的瑶民起义军曾转战与桂平西北的大藤峡一带。至今桂平仍有不少关于瑶民起义军的民间传说，比如“覆船岭”。
- 清末太平天国起事即爆发于桂平金田镇。
- 抗战时期，中国国民革命军部队曾在桂平市区南面15公里的蒙圩马回岭与侵华日军激战。是豫湘桂战役中在桂南地区的一次比较激烈的战斗。
- 1979年中越战争时，桂平市区曾驻有中国人民解放军42军的一个师的司令部。故今日桂平市区仍有“师部路”的街道名称。但今日桂平市辖区内并无陆军部队驻扎。
- 桂平市郊区有中国人民解放军海军南海舰队所属海军航空兵的一个飞行基地，驻有一个轰六团。
- 桂平市区内驻有中国人民武装警察部队内卫部队的一个中队，部队营地在桂平市看守所。另有武警消防部队一个中队，驻地在贵桂路中。

## 特产
西山茶：中国地理标志产品。